# Garbh Eileach
Garbh Eileach är en ö i Storbritannien.   Den ligger i kommunen Argyll and Bute och riksdelen Skottland, i den nordvästra delen av landet, 600 km nordväst om huvudstaden London. Arean är 1,4 kvadratkilometer. 